# Pietro Serantoni
Pietro Serantoni (12 december 1906 - 6 oktober 1964) was een Italiaans voetballer en voetbalcoach die speelde als middenvelder.

## Carrière
Serantoni startte zijn profcarrière bij het bescheiden Ferrovieri Venezia waar hij al na een jaar vertrok naar stadsgenoot AC Venezia. Hij vertrok ook hier al na een jaar en trok naar Milaan waar hij ging spelen voor Minerva Milano, na een jaar trok hij naar stadsgenoot Ambrosiana Inter. Waarmee hij in 1929 de beker won en het jaar erop de landstitel. Hij speelde tussen 1934 en 1936 voor Juventus en veroverde in 1935 de landstitel met hen. Hij speelde daarna nog voor AS Roma, Gianni Corradini als speler-coach en Calcio Padova als speler-coach.
Hij speelde achttien interlands voor Italië, hij veroverde de wereldtitel met de Italiaanse ploeg op het WK voetbal 1938.
Hij was eerst speler-coach bij enkele clubs en daarna was hij nog coach bij Calcio Padova en AS Roma. In 1948 won hij met Padova de Serie B.

## Erelijst

### Als speler
- Ambrosiana Inter
  - Serie A: 1930
  - Coppa Italia: 1929
- Juventus
  - Serie A: 1935
- Wereldkampioen: 1938

### Als coach
- Calcio Padova
  - Serie B: 1948

Andreolo · 
Bertoni · 
Biavati · 
Ceresoli · 
Chizzo · 
Colaussi · 
Donati · 
Ferrari · 
Ferraris · 
Foni · 
Genta · 
Locatelli · 
Masetti · 
Meazza  · 
Monzeglio · 
Olivieri · 
Olmi · 
Pasinati · 
Perazzolo · 
Piola · 
Rava ·
Serantoni ·
Coach: Pozzo